# Erzählungen vom Leben
Powest o schisni (russisch Повесть о жизни, wiss. Transliteration Povest' o žizni), „Erzählungen vom Leben“, ist das Hauptwerk von Konstantin Paustowski. An der Autobiographie in sechs Bänden hat er 18 Jahre geschrieben. 

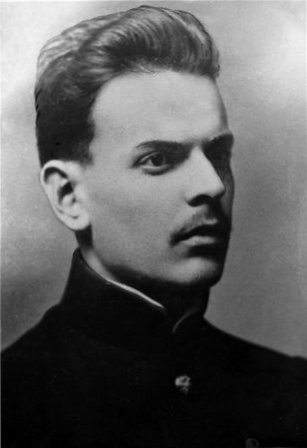
Konstantin Georgijewitsch Paustowski (1892–1968)

## Bände
Erzählungen vom Leben entstand in der Zeit von 1945 bis 1963 und besteht aus den folgenden sechs Büchern: 
Ferne Jahre (Далекие годы), 1946;
Unruhige Jugend (Беспокойная юность), 1954;
Beginn eines unbekannten Zeitalters (Начало неведомого века), 1956;
Die Zeit der großen Erwartungen (Время больших ожиданий), 1958;
Sprung nach dem Süden (Бросок на юг), 1960;
Buch der Wanderungen (Книга скитаний), 1963.

## Inhalt
Erzählungen vom Leben beschreibt die Ereignisse, die der Hauptfigur widerfahren. Die Erzählung beginnt mit ihrer Kindheit und endet mit der Zeit, in der der Protagonist feststellt, dass er ein erfolgreicher Schriftsteller ist. Der 1892 in Moskau geborene und ebendort 1968 verstorbene russische Schriftsteller, Autor von Essays, Geschichten, Romanen, führte zunächst für längere Zeit ein vagabundierendes Dasein.
Im ersten Buch in der Erzählung Ferne Jahre werden häufig nicht nur die Ereignisse aus der Kindheit selbst, sondern auch die Dinge erwähnt, die Paustowski an diese Ereignisse erinnern. Im zweiten Buch in der Erzählung Unruhige Jugend hat der Erste Weltkrieg Auswirkungen auf das Leben des Helden. In den folgenden Büchern der Lebensgeschichte wird auch der Entstehungsprozess der Werke ausführlich beschrieben. Dabei verbindet sich bei ihm Autobiographisches, Intimes und Persönliches mit Historischem und allgemein Bedeutendem, mit Reflexionen über die Vergangenheit – und mit dem Hier und Heute der Zeit der Abfassung.
Neben dem Hauptinhalt der Erzählung beschreibt der Autor auch die Natur und schenkt den Landschaften eine gewisse Aufmerksamkeit.

## Rezeption
Für die sowjetischen Leser galt Paustowski als die Verkörperung der menschlichen und schriftstellerischen Noblesse, des Gewissens der Epoche. Jewgeni Grischkowez bezeichnete die Erzählungen vom Leben als eines der wichtigsten Werke, die nach dem Zweiten Weltkrieg in russischer Sprache geschrieben wurden: „Es ist unmöglich, sich diesem Werk zu entziehen. Und die herrliche, prächtige und unendlich reiche Sprache, in der es geschrieben ist, wird Sie an die Größe der russischen Literatur erinnern“. Laut Konstantin Kedrow „erahnt Bunin in den ersten Kapiteln der Erzählungen vom Leben die Wiedergeburt der russischen Literatur“.

## Verschiedenes
Seine Autobiografie Erzählungen vom Leben steht auf der Liste der „100 Bücher“, die das Ministerium für Bildung und Wissenschaft der Russischen Föderation den Schulkindern für das selbständige Lesen empfohlen hat.